# ХЗ. Хто знає, яким буде майбутнє
ХЗ. Хто знає, яким буде майбутнє (англ. WTF? What's the Future and Why It's Up to Us) — книга Тіма О'Райлі, американського видавця технічної літератури, одного з головних ідеологів Веб 2.0, засновника освітнього проекту та однойменної компанії O’Reilly Media. Вперше опублікована 10 жовтня 2017 року видавництвом Harper Business. Українською мовою була перекладена та опублікована у 2018 році видавництвом «Наш Формат» (перекладач - Юлія Кузьменко).

## Огляд книги
«Журналісти часто називають мене футуристом, але, мабуть, я радше картограф. Я креслю мапи теперішнього, щоб розпізнавати можливості майбутнього», - Тім О'Райлі.
«ХЗ» (англ. WTF?) – виражає певне здивування, якусь тривогу. Це й не дивно! Сьогодні, в епоху високих технологій, людей часто переповнюють почуття сум’яття та подиву. І причина цьому - різні інновації. У своїй книзі Тім О'Райлі, відомий Оракул Кремнієвої долини, досліджує всі можливі переваги та недоліки сучасних ХЗ-технологій.
Автор ділиться методами, які часто використовувались у O'Reilly Media, аби зрозуміти чи передбачити хвилі інновацій. Такі, як комерціалізація Інтернету, відкрите програмне забезпечення, інтернет-платформа, великі дані та ін. Він стверджує, що застосовує ті ж самі методи, щоб створити основу для роздумів про те, як сучасний світ охоплюють платформи і мережі, як різні послуги і штучний інтелект змінюють природу бізнесу, освіти, уряду, фінансових ринків і економіки в цілому.
Тім пропонує поглянути на світ новаторів, технологічних ідей, та зрозуміти, куди сучасні технології приведуть нас, та яка наша роль у цьому новому світі.

### Відгуки
«Якщо ви хочете кращого майбутнього, тоді не просто читайте цю книгу, а й переконайтеся, що ваші друзі теж її читають», - Ерік Бріньольфссон, директор MIT Initiative on the Digital Economy
«Для тих, хто хоче знати, як підготуватися до майбутнього  і як можна сформувати його так, щоб воно приносило користь широкому суспільству, а не лише технологічним чи підприємницьким елітам – WTF? є незамінним гідом», - Рейд Хоффман, співзасновник LinkedIn. 
«Так багато ідей, так багато історії, так багато нашого майбутнього від неперевершеного інсайдера, який є такою ж частиною історії, як люди та ідеї, про які він пише», - д-р Джеймс Маника, директор, Глобальний інститут McKinsey
«Ніхто не розуміє майбутнє краще, ніж Тім О'Райлі. У нього інтуїтивне відчуття і глибоке знання технологій. Ця книга розповідає про дивовижні зміни, які відбуваються навколо нас, і є незамінним керівництвом до завтрашнього дня», - Волтер Айзексон, президент та генеральний директор Інституту Аспена

## Переклад українською
- Тім О'Райлі. ХЗ. Хто знає, яким буде майбутнє / пер. Юлія Кузьменко. — К.: Наш Формат, 2018. — 448 с. — ISBN 978-617-7682-06-5.